# Viktoriánky
Viktoriánky (v anglickém originále The Nevers) je americký dramatický televizní seriál s prvky sci-fi, jehož autorem je Joss Whedon. Vysílán je od 11. dubna 2021 na stanici HBO. Objednávka seriálu byla oznámena 13. července 2018.

## Příběh
Ve viktoriánském období na konci 19. století, v posledních letech vlády královny Viktorie, se objevují v Londýně ženy s nadpřirozenými schopnostmi, které musí bojovat s neústupnými nepřáteli, aby změnily svět.

## Obsazení
- Laura Donnelly jako Amalia True, vedoucí sirotčince sv. Romualdy se schopností vidět záblesky budoucnosti
- Olivia Williams jako Lavinia Bidlow, zámožná a vlivná patronka sirotčince
- James Norton jako Hugo Swan, mladý excentrický pansexuální aristokrat, zakladatel privátního klubu Převozník se zálibou ve vydírání
- Tom Riley jako Augustus „Augie“ Bidlow, bratr Lavinie, poněkud neurotický aristokrat se schopností sledovat ptáky
- Ann Skelly jako Penance Adair, blízká přítelkyně Amalie, vynikající vynálezkyně se schopností „vidět“ proud elektrické energie
- Ben Chaplin jako inspektor Frank Mundi, policejní vyšetřovatel s pověstí surovce a pijana, zároveň však se silným morálním cítěním
- Pip Torrens jako lord Gilbert Massen, vlivný vládní konzervativec, nedůvěřivý vůči čemukoli nadpřirozenému
- Amy Manson jako Maladie / Sarah, psychicky labilní a nevyzpytatelná sériová vražedkyně, vůdkyně tlupy kriminálníků
- Nick Frost jako Declan Orrun alias Král žebráků, charismatický a nemilosrdný vládce londýnského podsvětí
- Eleanor Tomlinson jako Mary Brighton, zpěvačka se schopností magického zpěvu utěšujícího všechny „dotčené“
- Denis O'Hare jako doktor Edmund Hague, brutální americký chirurg
- Zackary Momoh jako doktor Horatio Cousens, lékař karibského původu se schopností nadpřirozeného uzdravování
- Rochelle Neil jako Annie Carbey alias Pochodeň, svébytná kriminálnice se schopností vrhat ohnivé koule

## Produkce
Hybatelem seriálu se stal režisér, scenárista a producent Joss Whedon, který však na podzim 2020 projekt opustil s prohlášením, že tvorba během pandemie covidu-19 je pro něj příliš fyzicky náročná. Kromě Whedona se producenty díla stali Bernadette Caulfield, Ilene S. Landress, Doug Petrie, Jane Espenson a Philippa Goslett.

## Seznam dílů
Česká premiéra první řady byla vysílána ve 3.00 hodiny v noci, v seznamu je datum české premiéry uvedeno podle televizního dne, kdy se hodiny 0.00–6.00 počítají k předchozímu kalendářnímu dni.
| Č. v seriálu | Původní název                 | Režie              | Scénář                       | Premiéra v USA  | Premiéra v ČR   |
| --- | ----------------------------- | ------------------ | ---------------------------- | --------------- | --------------- |
| 1 | Pilot                         | Joss Whedon        | Joss Whedon                  | 11. dubna 2021  | 11. dubna 2021  |
| Příběh začíná v Londýně 3. srpna 1896, kdy jakýsi mimořádný úkaz v podobě vzdušné lodi prolétající nad městem změní mnoha lidem osud... a dá jim roztodivné mimořádné schopnosti. O tři roky později vycházejí paní Amalia True a slečna Penance Adair z bran Sirotčince sv. Romualdy, který poskytuje zázemí ženám a dívkám, jež mají nějakou z těchto nezvyklých vloh, jsou tzv. „dotčené“ (touched). Dvojice vyhledá rodinu Haplischových a jejich dceru Myrtle, která nekontrolovaně hovoří směsicí cizích jazyků. Během jejich návštěvy se Myrtle pokusí unést podivné postavy se sešívanými obličeji v kápích, ale True a Adair únos překazí a odvezou dívku do bezpečí sirotčince. Mezitím lord Massen na schůzce s dalšími vládními představiteli diskutuje o vlivu přítomnosti dotčených ve společnosti, což on sám chápe jako útok na Anglii a základy jejího pořádku. Poněkud roztržitý Augie Bidlow navštíví svého přítele Huga Swanna, který provozuje erotický klub Převozník, a žádá ho o večerní společnost na premiéře opery Faust. Hugo souhlasí, ovšem výměnou za Augieho návštěvu v jeho klubu. Také Amalia True obdrží pozvánku do opery, a to od patronky sirotčince a Augieho sestry Lavinie Bidlow. Vypraví se tam společně s Penance, cestou je však ještě zdrží Král žebráků, brutální vůdce podsvětí, od nějž si Amalia vyžádá informace o podivných únoscích, kteří ohrožují dotčené. V opeře již Lavinia Bidlow vede konverzaci s lordem Massenem, k níž se přidá Augie s Hugem a posléze také Amalia s Penance, dojde tak k vzájemnému seznámení a vyjevení sympatií či antipatií. V průběhu představení ovšem vtrhne na jeviště sériová vražedkyně Maladie se svými kumpány, zabije hlavního představitele a ohrožuje publikum, načež členka operního ansámblu Mary Brighton začne zpívat podivuhodnou píseň, kterou slyší jen dotčení a vyvolává v nich uklidňující pocit. Maladie ji unese, i přes veškerou Amaliinu snahu jí v tom zabránit. Když je po všem, dorazí policejní inspektor Frank Mundi, známý svými poněkud nevybíravými metodami, který řádění Maladie vyšetřuje. Mezitím se na skrytém místě dr. Hague doslova vrtá v hlavě dotčených. Závěrečná scéna, která je flashbackem do zlomové události z roku 1896, odhalí, že spolu s již známými dotčenými osobami byla zasažena také dcera lorda Massena, že Amalii True „dotyk“ uchránil před sebevraždou a také že bláznivá Maladie je možná jedinou, kdo si celou událost s létající příčinou dotčení udržela v paměti. |                               |                    |                              |                 |                 |
| 2 | Exposure                      | Joss Whedon        | Jane Espenson                | 18. dubna 2021  | 18. dubna 2021  |
| Prodavačka v obchodním domě s módou Beth Cassini nedopatřením projeví na veřejnosti svoji schopnost nechat dotekem dočasně levitovat předměty a v obavách ze společenských odsudků prchne ze zaměstnání. Do sirotčince mezitím vtrhl inspektor Mundi na domovní prohlídku kvůli hledání vražedkyně Maladie. Amalia True odolává jeho výslechu, dokud nepřijede patronka sirotčince Lavinia Bidlow a neukončí zásah s odvoláním na policejního ředitele. Zároveň chce pozvat Penance Adair a pár dalších chráněnkyň na dobročinný večírek, který pořádá ve svém sídle pro londýnskou smetánku, aby udělaly dobrý dojem a přispěly k vylepšení názoru na dotčené. Lord Massen v pánském klubu probírá s dalšími vládními představiteli možný vliv posledních událostí na jejich politické zájmy, načež se objeví Hugo Swan a Massen mu zkouší vyhrožovat, aby neotvíral oficiálně svůj erotický klub Poutník, tím spíše aby v něm nezaměstnával dotčené. Amalia zatím přijme v sirotčinci pánskou společnici Désirée Blodgett, jejíž schopností je bezděčně přimět lidi v rozrušení, aby jí svěřili svá trápení a tajemství. Amalia toho ihned využije a přivede Désirée k Mundimu, od něhož se tak dozví, že víc než o dopadení Maladie mu jde o nalezení zpěvačky Mary, s níž byl kdysi dokonce zasnoubený, než mu utekla od oltáře. Zatímco Beth bloudí městem při hledání útočiště a Maladiini kumpáni si dobírají Mary drženou v budově vodárny, Penance a další se vypraví na večírek. Hosté se nechávají fotografovat s třímetrovou dívenkou Primrose, Harriet je baví proměňováním mýdlových bublin ve skleněné koule a Lucy pouhým dotykem rozbíjí čínský porcelán. Augie Bidlow chová sympatie k Penance a vyjeví jí svoji utajovanou schopnost vtělit se do krkavcovitých ptáků. Jeho sestra Lavinia však sbližování obou nerada vidí a vyčiní Augiemu, že by neměl pošpinit rodinnou pověst pletkami s Irkou, tím spíš dotčenou. Augie tak poněkud chladně pošle Penance domů a ta je cestou dopadena tlupou kriminálníků. Amalia společně s Mundim pátrá po motivaci Maladie i po jejím úkrytu, když však díky záblesku budoucnosti toto místo zjistí, vypraví se tam na vlastní pěst. Při rvačce s Maladie se mimo jiné ukáže, že jsou dávnými kamarádkami, a Maladie (Sarah) teď vyčítá Amalii (Molly) její někdejší zradu. Maladie chce Amalii přinutit, aby si vybrala mezi svými přítelkyněmi Mary a Penance jen jednu tím, že druhou zastřelí, ta však obrátí obdrženou zbraň nejprve proti sobě a pak postřelí i Maladii. Tu odradí před odvetou zásah „Pochodně“ Annie, v tom okamžiku do vodárny vtrhne Mundi s policejním doprovodem a Maladie i ostatní kriminálníci se dávají na útěk. Zraněnou Amalii odvezou k doktoru Cousensovi, který ji uzdraví. Mezitím Augie Bidlow zlomený tím, že byl nucen zapudit Penance, a notně posilněný alkoholem zavítá do Převozníka, kde jej uvítá Hugo. Prodavačka Beth byla vlákána do pasti a únosci se sešívanými obličeji ji doručili k doktoru Hagueovi, jenž na ní provedl chirurgický zákrok a učinil z ní poslušnou služebnici. Spolu s mnoha dalšími vyhrabává v podzemí pod jeho vedením tajemnou modravě svítící kouli, na niž se náhle přijíždí podívat doktorova šéfka, jíž není nikdo jiný než patronka sirotčince Lavinia Bidlow. |                               |                    |                              |                 |                 |
| 3 | Ignition                      | David Semel        | Kevin Lau                    | 25. dubna 2021  | 25. dubna 2021  |
| „Pochodeň“ Annie v docích překazí noční dodávku kontrabandu Krále žebráků a zažene jeho posluhovače. Při tom si na ni počkají Amalia s Penance a snaží se ji přesvědčit, aby se přidala k nim, což však ona odmítne a zmizí. Král žebráků je ovšem velmi rozlícený a rozhodne se zjistit něco víc o Amalii a jejích záměrech. Zatímco Mary stále nenachází schopnost svého magického zpěvu, alespoň se věnuje hudebnímu obveselení v sirotčinci. Penance přichází s nápadem pomocí zesilovačů rozšířit Maryin zpěv po městě, aby se dostal ke všem dotčeným. Sama Mary však váhá, zda věřit v dobré úmysly Amalie. Mezitím Hugo shání do svého klubu další dotčené a přesvědčuje Augieho, aby klubu poskytl své jméno a přepsal ho na sebe. Také si sjedná tajnou schůzku s inspektorem Mundim, aby se jej pokusil vydíráním přesvědčit k vstřícnější spolupráci. Vyjde přitom najevo, že měli spolu nějaký poměr ještě předtím, než Mundimu utekla Mary od oltáře. A zároveň že Hugo zařídil tu domovní prohlídku v sirotčinci. Zatímco Maladie přinutí doktora Cousense, aby vyléčil její střelné zranění od Amalie, kdosi neznámý zajistil propuštění Winemara Kroose, jednoho z jejích někdejších pomocníků s kulometnou rukou, zadržovaného v policejní cele. Penance s Myrtle náhodou na tržišti zahlédnou leták s Amaliiným portrétem zvoucí dotčené na falešnou adresu (kam předtím dorazila i Beth). Když to místo Amalia s Lucy prověří, najdou tam kromě nastrčené správkyně i jednu ze sešívaných příšer, kterou se Amalii podaří v sebeobraně zabít, a také album plné zdokumentovaných případů patrně dosud nalákaných dotčených. Dokumenty odveze k patronce Lavinii Bidlow, na zpáteční cestě ji však napadne Odium, urostlý pomocník Krále žebráků schopný chůze po vodě, jehož jen s vypětím všech sil přemůže. Mezitím měla Mary důvěrný rozhovor s Frankem Mundim a poté se zúčastnila i výslechu správkyně z falešného sirotčince, z níž Désirée dostala mimo jiné přiznání k vraždě vlastní dotčené dcery. Mary otřesená tímto zážitkem se odhodlá předvést svůj magický zpěv v městském parku s pomocí Penanceina zesilovače, přizve k tomu také Franka, který si přál být při tom. Experiment je ale náhle tragicky přerušen Kroosem, jenž Mary zastřelí a ostatní ohrožuje svojí kulometnou rukou. Frank Mundi jej na místě zastřelí. Při návratu zkroušených žen zpátky do sirotčince už na ně čeká „Pochodeň“ Annie a spousta dalších nově příchozích dotčených žen. |                               |                    |                              |                 |                 |
| 4 | Undertaking                   | David Semel        | Madhuri Shekar               | 2. května 2021  | 2. května 2021  |
| Pohřeb Mary narušili výtržníci z řad tzv. puristů odmítajících přítomnost dotčených ve společnosti. Amalia ovšem dává před účastí na pohřbu přednost hospodskému opíjení a rvačce. Lord Massen krotí stávkující zaměstnance v docích, kteří chtějí dostat přidáno za rizikovou práci s vojenskými výbušninami. Primorose s Harriet zjistí, že když Mary zpívala v parku, Myrtle rozuměla jejím slovům. Seženou proto znalce všemožných cizích jazyků, aby poskládaly dohromady, co jim chce Myrtle sdělit. Inspektor Mundi vytáhne z výtržníků, že je na pohřeb navedl jakýsi aristokrat s labutí vizitkou, Frank proto nakráčí rozlíceně do pánského klubu, Hugo Swan se však k žádnému útoku na Mary ani k narušení pohřbu nehlásí. Také ženy ze sirotčince pátrají po původci útoků a rozdělí si návštěvy podezřelých. Penance u Augieho Bidlowa zjistí, že jej k předchozímu necitlivému chování vůči ní přinutila sestra, a oba k sobě opět nacházejí porozumění. Annie se vydá prověřit podsvětí a Krále žebráků, narazí však na Nimble Jacka, který má schopnost vytvářet kovové kotouče z čirého vzduchu a jménem Krále žebráků vysvětlí Annie, že se smrtí Mary nemá nic společného. Amalia konfrontuje lorda Massena v jeho rezidenci a rozhovor s ním si vyloží jako nepřímé přiznání, ačkoli Massen výslovně popře svoji vinu. Lucy pak při poradě v sirotčinci navrhne vyslat odvetný signál tím, že vyhodí do povětří Massenův sklad výbušnin. Mundi mezitím najde Maladii v kanceláři jeho nadřízeného, jak jej škrtí ve snaze vynutit si, aby policie přestala lhát o její vině na smrti Mary. Mundimu poví, že se tajně zúčastnila jejího pohřbu, a pak uprchne, jemu se však podaří ji dostihnout, omráčit a uvěznit. V noci jdou Amalia, Annie a Lucy vypálit sklad, na místě však zjistí, že je v něm nastražené jen kamení. Amalia konfrontuje Lucy a ta se přizná, že byla špionkou tajně pracující pro Massena. Při rvačce ve skladu ji sice nezabije, přiměje ji však k trvalému vyhnanství z Londýna. Lordu Massenovi pak vyhodí do povětří jiný sklad se skutečnou municí. Zpátky v sirotčinci pak dívky vyloží Amalii přeložený text Maryiny písně s tím, že byla pojata jako vzkaz Amalii od někoho nebo něčeho neznámého, zprostředkovaný skrz Mary. |                               |                    |                              |                 |                 |
| 5 | Hanged                        | Joss Whedon        | Melissa Iqbal                | 9. května 2021  | 9. května 2021  |
| 6 | True                          | Zetna Fuentes      | Jane Espenson                | 16. května 2021 | 16. května 2021 |
| 7 | It's a Good Day               | Andrew Bernstein   | Philippa Goslett             | 14. února 2023  | nebylo vysíláno |
| 8 | I Don't Know Enough About You | Jennifer Getzinger | Ira Parker                   | 14. února 2023  | nebylo vysíláno |
| 9 | Fever                         | Jennifer Getzinger | Rammy Park                   | 14. února 2023  | nebylo vysíláno |
| 10 | Alright, Okay, You Win        | Nina Lopez-Corrado | Harrison David Rivers        | 15. února 2023  | nebylo vysíláno |
| 11 | Ain't We Got Fun              | Nina Lopez-Corrado | Alyssa Thorne a Adam Meggido | 15. února 2023  | nebylo vysíláno |
| 12 | I'll Be Seeing You            | Andrew Bernstein   | Peter Calloway               | 15. února 2023  | nebylo vysíláno |